# Antonio Gallassi
Antonio Galassi (prima del 1750 – forse Braga, dopo il 1790) è stato un compositore e insegnante di canto italiano, attivo principalmente in Portogallo.
Quasi nulla si conosce della sua vita, giacché non risultano al giorno d'oggi ricerche pubblicate sul suo conto. In gioventù la sua formazione musicale avvenne probabilmente a Napoli. In seguito, tra il 1780 e il 1792, risulta attivo in Portogallo al servizio di Don Gaspar, arcivescovo di Braga. In questo periodo compose quasi esclusivamente musica sacra, fra cui si ricorda un Te Deum.
I pochi lavori che ci sono giunti seguono il tipico gusto della scuola musicale napoletana affiancato all'impiego di un organico, sia vocale che strumentale, di notevole portata.